# Asbjørn Madsen
Asbjørn Madsen (født 12. december 1990 i Vodskov) er en dansk håndboldspiller, der spiller for Mors-Thy Håndbold i Danmark. Han kom til klubben første gang 2015,  anden gang 2017. Han har tidligere optrådt for Viborg HK og HC Midtjylland og HSG Nordhorn-Lingen. Han er dimitteret fra Viborg Katedralskole i 2010.
For Mors-Thy Håndbold er Asbjørn sponsoreret af Thy-Mors HF & VUC